# Joana Santos

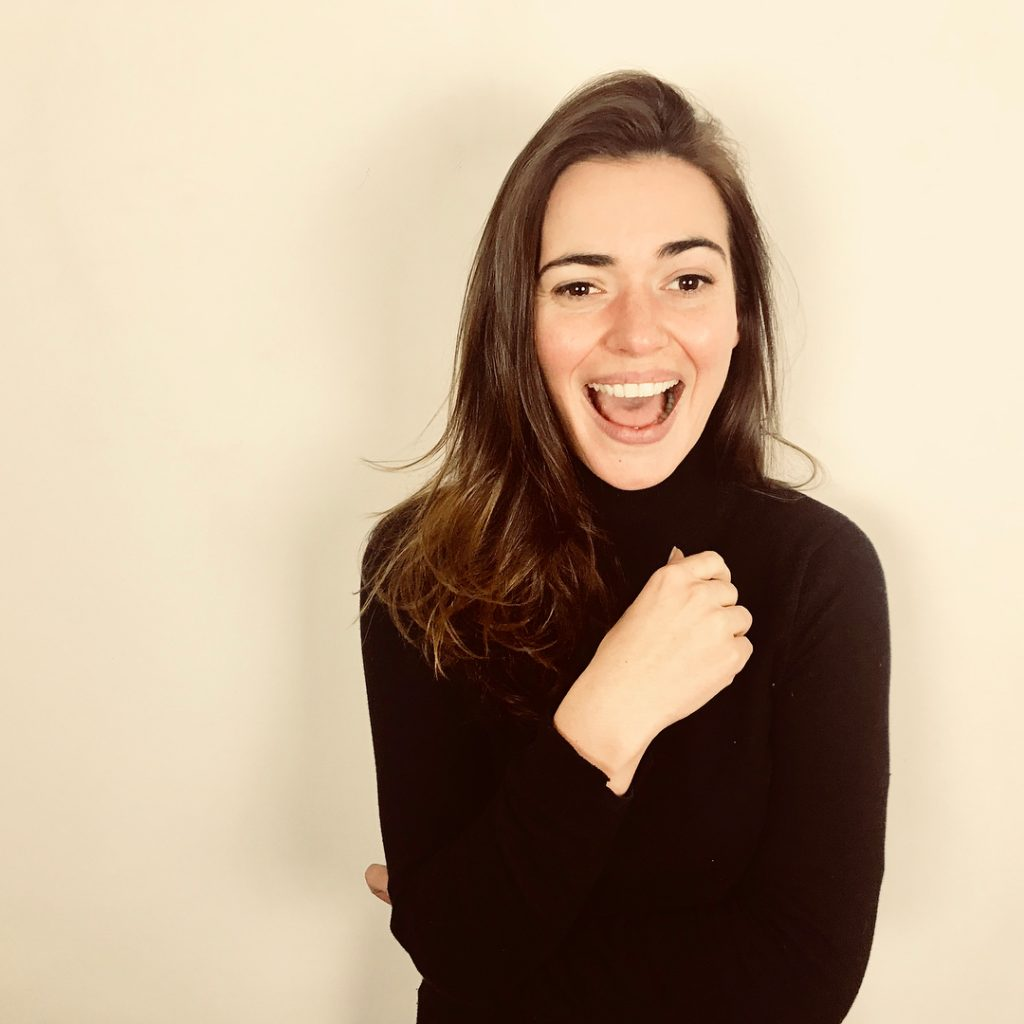
2014.

Joana Filipa Rodrigues dos Santos (Lisbona, 16 novembre 1985) è un'attrice e modella portoghese.

## Biografia
Joana Santos fa la sua prima apparizione televisiva nella telenovela targata TVI, Fala-me de Amor, registrata nel 2006. L'anno successivo, sempre sulla TVI, recita in Ilha dos Amores.
Nel 2008 passa alla SIC, integrando il gruppo di interpreti della serie giovanile Rebelde Way, adattamento portoghese dell'omonima serie argentina. Nel 2009 passa provvisoriamente alla RTP, dove si unisce agli attori della serie comica Um Lugar Para Viver e fa un cameo nella serie poliziesca Cidade Despida.
Nel 2010 ottiene il suo più grande ruolo: Diana Nogueira, una parte da antagoniste nella telenovela portoghese Legàmi. La Santos viene considerata un talento rivelazione e perciò riceve il "Premio Rivelazione TV 7 Dias" e una candidatura ai Globos de Ouro, la più importante cerimonia di premiazione portoghese.
Nel 2011 debutta al cinema come protagonista della pellicola O Que Há De Novo No Amor?; appare inoltre sulla copertina della rivista GQ e firma un contratto esclusivo con la SIC. Nel 2012 è la protagonista di Dancin' Days, rifacimento portoghese dell'omonima serie brasiliana.
Nel 2013 debutta a teatro con No campo di Martin Crimp, con la regia di Pedro Mexia, e presta la voce nella versione portoghese del videogioco Beyond: Due anime.
Nel 2014 riprende il ruolo di antagonista nella telenovela targata SIC, Mar Salgado.

## Filmografia

### Attrice

#### Cinema
- Alice, regia di Marco Martins (2005)
- O Que Há De Novo No Amor?, regia di T. Nunes, M. S. Baptista, H. Martins, H. Alves, R. A. Santos, P. Raposo (2011)
- E o Tempo Passa, regia di Alberto Seixas Santos (2011)
- Assim Assim, regia di Sérgio Graciano (2012)

#### Televisione
- Fala-me de Amor – telenovela, 159 episodi (2006)
- Ilha dos Amores – telenovela, 187 episodi (2007)
- Rebelde Way – serie TV, 221 episodi (2008-2009)
- Um Lugar Para Viver – serie TV, 13 episodi (2009)
- Cidade Despida – serie TV, episodio 1x07 (2010)
- Legàmi (Laços de sangue) – telenovela, 322 episodi (2010-2011)
- Dancin' Days – telenovela, 336 episodi (2012-2013)
- Mar Salgado – telenovela, 316 episodi (2014-2015)
- Vidas Opostas – telenovela, 313 episodi (2018-2019)

#### Teatro
- No Campo, regia di Pedro Mexia (2013)
- A noite, regia di José Carlos Garcia (2014)

#### Cortometraggi
- O Tempo de Duas Músicas, regia di Hugo Diogo (2010)
- Menina, regia di Simão Cayatte (2016)

### Doppiatrice
- Beyond: Due anime (Beyond: Two Souls) – videogioco (2013)
- Pinóquio – miniserie TV (2014)

## Doppiatrici italiane
- Eleonora Reti in Legàmi